# Vigdis Hansa Elst
Vigdis Hansa Elst (°1991) is actief als componist en performer. Ze studeerde aan het Koninklijk Conservatorium Antwerpen. Elst schrijft voor kamermuziek, vocale muziek, muziektheater en composities voor improviserende muzikanten.

## Opleiding
Vigdis Hansa Elst studeerde klassieke compositie aan het Koninklijk Conservatorium van Antwerpen en kreeg les van onder anderen Wim Henderickx en Luc Van Hove. Daarnaast verdiepte ze zich in jazzzang en hedendaagse improvisatie.  Als Erasmusstudent in Porto aan de Escola Superior de Música e Artes do Espectáculo (ESMAE) verdiepte Elst zich in muziekprogrameren en live electronics. In 2018, na haar afstuderen, creëerde ze het scenische werk voor muziektheater 'Bloot'. Hiervoor schreef ze zowel de muziek als de tekst, in samenwerking met muziektheater Transparant/Translab. 

## Carrière
Haar muziek is uitgevoerd door onder andere het Antwerp Symphony Orchestra, Virago Symphonic Orchestra, Nordsoen Saxcollectief, Kugoni Trio en het Desguin Kwartet. Zo heeft het Antwerp Symphony Orchestra enkele van haar werken, zoals 'Caterpillar in Machine', uitgevoerd. Daarnaast treedt Elst zelf op als performer in haar eigen werk, met name in muziektheaterproducties en vocale improvisaties. Voor haar koorcompositie 'How Sweet the Moonlight' ontving ze een eervolle vermelding van de European Award for Choral Composers van de European Choral Association in 2020-2021. 
Naast haar activiteiten als componist en performer heeft Elst een sterke affiniteit met taal. Ze schrijft regelmatig de teksten voor haar eigen composities en performances. In 2013 behaalde ze in de Antwerpse voorronde de derde prijs van de schrijfwedstrijd Write Now!, een schrijfwedstrijd voor jongeren in het Nederlandse taalgebied. 

## Discografie
Muziektheaterwerken
- Bloot, (2018) voor gesproken woord, zang, twee sopranen, viool, cello, baritonsaxofoon, piano, elektrische, bas en drum
- Nordsoen, (2022)
- VAL, (2018) voor woord, zang en contrabas

Kamermuziek
- Etude n°1, (2014) voor viool solo
- Nunc voor fluit, (2015) klarinet, trombone, piano, viool en cello
- IMPULSE, (2015) voor viooltrio
- Elegie voor marimba, (2016) vibrafoon en spreker;
- Het Is Voorbij, voor saxofoonkwartet
- Stabat Mater, (2016) voor twee sopranen, klarinet, en piano
- Ik Kan Niets Meer, (2018) voor piano solo
- Inner Light, (2019) voor basblokfluit solo
- Salomé, (2020) voor strijkkwintet
- What Remains Unspoken, (2020)  voor fluit, baritonsaxofoon, trompet, piano, marimba, en altviool

Perfomance
- The Stomach Dance (2019) voor zang, gesproken woord en video
- Echo (2022) voor stem en electronica

Vocaal
- How Sweet the Moonlight, (2018) voor gelijkstemmig dameskoor en piano
- Fortuna Vitrea, (2020) voor gelijkstemmig dameskoor of gemengd koor en piano
- It Is Our Light, (2021) voor gelijkstemmig dameskoor en piano
- Aan Mijn Moeder, (2022) voor gelijkstemmig dameskoor, viool, altsaxofoon, piano, en strijkkwartet

Orkest
- Leegte (2016)
- Catappillar in Machine (2017)
- I Want To Break Free (2022)